# Peruviaanse presidentsverkiezingen 1912
Uit de Peruviaanse algemene verkiezingen van 1912 kwam Guillermo Billinghurst voort als winnaar.
Zijn termijn als president van Peru ging in op 24 september 1912, waarmee hij Augusto Leguía y Salcedo opvolgde die tijdens de verkiezingen van 1908 was gekozen.
Billinghurst werd in 1914 met een militaire staatsgreep afgezet door generaal Óscar Benavides, waarna er verkiezingen voor 1915 werden uitgeschreven.